# Lippersdorf (Lippersdorf-Erdmannsdorf)
Lippersdorf ist ein Ortsteil der Gemeinde Lippersdorf-Erdmannsdorf im Saale-Holzland-Kreis in Thüringen.

## Lage
Lippersdorf liegt südöstlich der Stadt Stadtroda im steilen Tal der Roda an der Landesstraße 1062 und etwa 10 Kilometer von der östlich vorbeiführenden Bundesautobahn 9. Die steileren Hängen und die Anhöhen sind bewaldet.

## Geschichte
Lippersdorf ist ein zweireihiges Reihendorf und zählt zu den Tälerdörfern. Am 29. Dezember 1293 wurde das Dorf erstmals urkundlich erwähnt. 2012 wohnten im Dorf 325 Personen. Weitere Informationen sind dem Gemeindeartikel Lippersdorf-Erdmannsdorf zu entnehmen.

## Persönlichkeiten
- Louis Krause (1873–1961), in Lippersdorf geborener Holzbildhauer und Politiker